# Экзит (ледник)
Экзит (англ. Exit Glacier) — ледник на Аляске, берущий начало на ледяных полях Хардинга, у подножья гор Кенай, что расположены на одноимённом полуострове.
Является одним из самых доступных ледников для посещения и исследования, а также наглядным примером влияния глобального потепления, поскольку с каждым годом уменьшается из-за таяния. За последние пятьдесят лет ледник уменьшился более чем на 488 метров от первоначальной точки и стал тоньше на 90 м.

## Описание
Первая известная попытка пересечь ледяное поле Хардинга была осуществлена Юл Килчером (англ. Yule Kilcher) в 1936 году, когда он вышел из Сьюарда в надежде добраться до Хомера, где он планировал остаться жить. Эти и последующие попытки были безуспешными до весны 1968 года, когда им была собрана альпинистская экспедиция. Десять человек приняли участие в переправе через ледяное поле Хардинга и подъём на находившийся там ледник. Своё название «Экзит» (выход) ледник получил от членов экспедиции для того, чтобы служить в качестве обозначения выхода из ледяного поля Хардинга. Лишь четверым из десяти человек удалось пересечь ледник и добраться до города Хомер через ледяное поле. Ими были: Юл Килчер, Билл Бэбкок (англ. Bill Babcock), Дэйв Джонстон (англ. Dave Johnston), Вин Хьюман (англ. Vin Hoeman). Они покинули город Хомер 17 апреля 1968 года и вернулись обратно через ледник Экзит. В 2015 году во время своего визита на Аляску президент Барак Обама посетил Экзит и отметил, что глобальное изменение климата является причиной уменьшения ледника, а также выразил мнение, что Сенат и Конгресс смогут выработать меры по спасению ледника быстрее, чем тает последний.
Ледник Экзит имеет протяжённость более шести километров и наибольшей высотой 1066 м. Сам ледник является лишь частью национального парка Кенай-Фьордс. Достаточно разнообразной является фауна этой местности. Многочисленные виды проживают на территории парка, а также непосредственно у самого ледника. Среди них можно отметить таких, как: барибал, бурый медведь, седой сурок, снежная коза, койот, волк, баран Далла, рысь, росомаха, речная выдра и другие.